# Tales of Berseria
Tales of Berseria (яп. テイルズ オブ ベルセリア Тэйрудзу обу Бэрусэриа) — японская ролевая игра для PlayStation 3, PlayStation 4 и Microsoft Windows, разработанная Bandai Namco Entertainment. Tales of Berseria является шестнадцатой частью серии игр Tales. 18 августа 2016 игра была выпущена в Японии на игровых приставках PlayStayion 3 и 4. Релиз для PlayStation 4 в Северной Америке состоялся 24 января 2017 года, а в Европе — 27 января того же года. Версия для Microsoft Windows также увидела свет 27 января.

## Игровой процесс
Tales of Berseria — компьютерная ролевая игра, в которой игрок исследует мир, управляя персонажем в перспективе от третьего лица. Как и в предыдущих частях серии, персонажи взаимодействуют друг с другом во время миниатюр (англ. skit) — анимированных клипов, в которых отображается лицо героя и его реплика. Диалоги при этом могут быть как серьёзными, так и комичными.
Для сражений вновь использована система Linear Motion Battle: персонажи могут свободно перемещаться по полю боя в любом измерении и сражаться с противником, используя физические и магические атаки, а также специальные навыки (англ. artes). Применение магии или навыка может оказывать разные эффекты, такие как оглушение или отравление.

## Сюжет

### Игровой мир
События Tales of Berseria развиваются в том же вымышленном мире, в котором разворачивался сюжет Tales of Zestiria, однако за несколько тысяч лет до истории Zestiria. В центре сюжета — могущественная Священная империя Мидганд, расположенная на архипелаге, который позже станет известен, как Гринвуд, состоящего из множества островов. Влияние Империи распространяется не только на все острова архипелага, но и на некоторые страны других материков. Мир Tales of Berseria населяют люди, а также представители расы малахимов — гуманоиды, не имеющие эмоций, которых поработили люди и используют их магическую силу. В Империи свирепствует эпидемия чумы, называемой «демонической»: любой, заразившейся ею, постепенно теряет контроль над собой и превращается в демона. Экзорцисты теократического ордена Аббатство, имеющего большое политическое и религиозное значение, уничтожают демонов и стремятся установить порядок в Империи, однако, выполняя свою задачу, заходят слишком далеко.

## Разработка
20 апреля 2015 года Bandai Namco Entertainment зарегистрировала три новые торговые марки: Tales of Berseria, Tales of Orfellia и Tales of Alestia. 6 июня 2015 года игра была официально анонсирована; было объявлено, что главным героем станет девушка Вельвет, которую будет озвучивать Рина Сато. За создание кат-сцен отвечает японская студия ufotable. Игра была приурочена к двадцатой годовщине серии Tales. В конце июня было опубликовано первое видео, демонстрирующее игровой мир.
Хидэо Баба, выступавший продюсером множества предыдущих игр серии, передал свою должность Ясухиро Фукае, а сам занялся общим контролем хода разработки. Главная тема Tales of Berseria — конфликт эмоций и здравого смысла, а главная героиня Вельвет олицетворяет эмоциональность и ярость. Тема ярости отражена в самом названии игры, так как слово «Berseria» — производное от «берсерк»; так древние германцы и скандинавы называли воинов, которые во время сражения приходили в неистовство, сметали всё на своём пути и не чувствовали боли. Эта игра стала первой частью серии, в которой единственным главным героем выступает персонаж женского пола: до этого в Tales of Xillia Мила Максвелл выступала в качестве протагониста в паре с Джудом Мэтисом. Так как Мила стала очень популярна среди фанатов Tales, в Berseria было решено выдвинуть на первый план девушку по имени Вельвет. Создатели игры также посчитали, что таким образом они будут следовать трендам в западной культуре, где во многих играх и фильмах девушки оказываются на ведущих ролях.
События Tales of Berseria развиваются в том же вымышленном мире, что и Zesteria, и частично связаны с сюжетом предыдущей игры серии. Однако, Berseria планировалась как отдельная игра: разработчики использовали опыт работы над Tales of Symphonia, которая стала своеобразным приквелом Tales of Phantasia, но по факту имела собственный сюжет. Некоторые элементы игры также связаны с другими частями серии: например, транспортное средство, на котором перемещается отряд, называется «Ван Элтия», в честь корабля из Tales of Eternia.

## Отзывы и критика
| Сводный рейтинг       | Сводный рейтинг          |
| Агрегатор             | Оценка                   |
| --------------------- | ------------------------ |
| GameRankings          | 80,54 %                  |
| Metacritic            | 79/100 (PS4) 80/100 (PC) |
| Иноязычные издания    |                          |
| Издание               | Оценка                   |
| Famitsu               | 35/40                    |
| IGN                   | 8,8/10                   |
| Dengeki PlayStation   | 92,5/100                 |
| Русскоязычные издания |                          |
| Издание               | Оценка                   |
| Riot Pixels           | 76 %                     |
| «Игры Mail.ru»        | 8/10                     |

Японский журнал Famitsu поставил обеим версиям игры для PlayStation 35 очков из 40 возможных. К положительным сторонам был отнесён сюжет, степень проработанности персонажей, а также элементы игрового процесса. Вместе с тем отмечалось, что Tales of Berseria не до конца использует графические возможности PlayStation 4, а также предлагает слишком мало нововведений в области геймплея. Обозреватель Dengeki PlayStation также положительно оценил сюжет и персонажей игры, особенно отметив работу актрисы Рины Сато, озвучивавшую Вельвет. По мнению журналиста, сражения в Berseria самые увлекательные по сравнению с другими частями серии Tales. Обучающие материалы, однако, обозреватель назвал слишком длинными и заметил, что игрокам, не знакомым с серией, придётся запомнить слишком много особенностей.
Летом 2018 года, благодаря уязвимости в защите Steam Web API, стало известно, что точное количество пользователей сервиса Steam, которые играли в игру хотя бы один раз, составляет 284 444 человек.

## Связанные работы
В TV сериале Tales of Zesteria the X в пятом и шестом эпизоде показан пролог Tales of Berseria.